# Лі Аньцюань
Лі Аньцюань (кит.: 李安全; піньїнь: Lǐ Anquan), храмове ім'я Сянцзун (кит.: 襄宗; піньїнь: Xiangzong; 1170–1211) — сьомий імператор Західної Ся.

## Життєпис
Був двоюрідним братом імператора Лі Чунью. Прийшов до влади 1206 року в результаті перевороту проти останнього.
Більшість джерел вважають його поганим правителем. За його володарювання Західна Ся здійснила напад на імперіяю Цзінь, поклавши край дружнім відносинам між двома державами.
Лі Аньцюань намагався стати союзником Чингісхана, втім той розглядав Західну Ся як ворота до Китаю, через що здійснював регулярні набіги на володіння Лі Аньцюаня.
1211 року племінник Лі Аньцюаня Лі Цзюньсю організував переворот, зайнявши трон. Сам Лі Аньцюань помер за місяць.